# آرو پوینت، میسوری
آرو پوینت (به انگلیسی: Arrow Point) یک روستا (ایالات متحده آمریکا) در ایالات متحده آمریکا است که در شهرستان بری، میزوری واقع شده‌است.
 آرو پوینت ۰٫۵۰ کیلومتر مربع مساحت و ۸۶ نفر جمعیت دارد و ۳۲۴ متر بالاتر از سطح دریا واقع شده‌است.